# José Domingo Espinar
José Domingo Espinar Aranda (Ciudad de Panamá, Virreinato de Nueva Granada; 1791 - Arica, Perú; 5 de septiembre de 1865) fue un ingeniero, geográfo, cirujano, político y militar colombiano de origen mulato. Fue amigo cercano de Simón Bolívar y luchó con él en las guerras independentistas de Sudamérica. Luego en 1830, después de volver a su natal Panamá, levantó un movimiento de secesión del istmo, que desencadenó su exilio al Perú donde vivió gran parte de su vida hasta su muerte.

## Biografía

### Primeros años
Nació en 1791 y fue hijo de Enrique Espinar y Josefa Aranda. Tuvo un hermano mayor llamado Fernando que fue médico y se radicó en Perú y otro menor llamado José Gregorio. 
Estudió en el colegio San Francisco de Quito y la Universidad de San Marcos de Lima, titulándose de cirujano, médico e ingeniero. En 1815 se casó con la istmeña Josefa de los Ríos Luna con la que tuvo una hija (María Gracia de los Dolores), aunque su esposa murió poco después. Se radicó en Perú y volvió a casarse con la limeña Lorenza Rueda con la que tuvo tres hijos (Rómulo, Felipe y Cristina). 

### Vida militar y política
Sirvió en el ejército realista como oficial mayor de la tesorería de la Casa de la Moneda (1816-1819), pero acabó uniéndose a la Expedición Libertadora del Perú de José de San Martín como capitán de milicias. Fue amigo, consejero y médico de cabecera de Simón Bolívar, sirviéndole durante las campañas del Sur y destacando en la batalla de Junín y el segundo sitio del Callao y en cuidar su vida en Pativilca. Pasó de ser teniente coronel en el batallón Numancia a jefe de Estado Mayor y secretario personal en 1824. En 1826 Andrés de Santa Cruz lo nombra coronel de ingenieros y vicepresidente de la Sociedad de Fundadores de la Independencia. Fue elegido senador en la Gran Colombia por el departamento del Istmo en 1823 y 1827. En 1828 se hizo secretario general de Bolívar, miembro del Consejo de Estado y secretario del Congreso Admirable. 
En 1830 fue comandante militar de su departamento y lideró un movimiento secesionista que consiguió negociar la reincorporación pacífica a la Gran Colombia, pero su postura centralista encontró el rechazo de los liberales Mariano Arosemena, Tomás Herrera y José de Obaldía y el conservador José de Fábrega. En 1831 fue trasladado a Veraguas, pero el conflicto político siguió y acabó enemistándose con el nuevo comandante militar del Istmo, coronel José Hilario López. No obstante, se impuso y quedó como dueño de ese territorio. Finalmente, se ordenó en Bogotá que entregara su mando al coronel Carlos Arboleda.
Se exilió en Perú, donde fue secretario general de Felipe Santiago Salaverry en 1835. En 1839 fue encargado por el gobierno restaurador de Perú de representarlo comercialmente en Ecuador. Posteriormente, luchó en la guerra entre Perú y Bolivia bajo las órdenes de Agustín Gamarra y Miguel de San Román. En 1849 se le permitió volver a Panamá, donde fue nombrado brigadier y se le asignó una remuneración. Estando allí, en 1851 el gobernador José de Obaldía le acusó de haber animando una rebelión de las castas en 1830, que lo obligó a exiliarse nuevamente a Perú en 1852, y luego fue comandante de Moquegua. Falleció en Arica en 1865.